# Gaia BH1
Gaia BH1 – układ podwójny, w którego skład wchodzi najbliższa Ziemi znana ludzkości czarna dziura oraz gwiazda podobna do Słońca. Jest oddalony o niecałe 1600 lat świetlnych od Układu Słonecznego. Znajduje się w gwiazdozbiorze Wężownika. Masa czarnej dziury szacowana jest na 9,62 mas Słońca. Jej istnienie zostało potwierdzone w 2022 roku przez dwie niezależne grupy astronomów.
Gaia BH1 stanowi również pierwszą jednoznaczną detekcję tzw. uśpionej czarnej dziury o masie gwiazdowej w Drodze Mlecznej. Odkrycia dokonano poprzez dokładne obserwacje z obserwatorium Gemini North na Hawajach ruchu gwiazdy podobnej do Słońca, która okrąża czarną dziurę w odległości podobnej do tej, w jakiej Ziemia okrąża Słońce. Gwiazda ta, nazwana Gaia BH1 B, jest rozmiaru 0,99 średnicy Słońca oraz 0,93 masy Słońca, ma temperaturę 5850 K (1,01 temperatury Słońca).